# Яна Руснак
Яна Руснак (укр. Яна Руснак; 11 листопада 1993, Черкаси, Україна) — українська художниця.
В її картинах глядач бачить злиття образів і абстракцій. Дивлячись у бік кращих традицій сучасного світового мистецтва, художниця створила нову просторову форму, де живопис і фотографія є інструментами. Музика, Світло, Природа, Галактика є життєствердними емоціями золотої енергії.

## Роботи

### 2023
Благодійна виставка - аукціон (Art UA Gallery, Київ, Україна)
Персональна виставка «Art in Shades of Gold” ( Дубай, ОАЕ)
Women Expressions (Дубай, ОАЕ)
персональная виставка в архітектурному творінні Захи Хадід “Me”(Дубай, ОАЕ)
виставка українських художників, UVA Gallery (Маямі, США)

### 2022
Відродження мистецтва. Динаміка та яскравість (Dubai,UAE)
Колективна виставка в Oblong Art Gallery (Forte dei Marmi,Italy)

### 2021
ADIHEX (UAE)
World Art Dubai (UAE)

### 2019
World Art Dubai (UAE)

### 2018
Персональна виставка у Віллі Клімта (Відень, Австрія).
Виставка спільно з австрійським брендом FREYWILLE в посольстві Австрії в Азербайджані.

### 2017
Fontainbleau Miami Beach / Art Miami (Маямі, США).
Kyiv Photo Week (Київ).
Персональний проєкт «AURUM» в одеському Музеї західного та східного мистецтва (Одеса).
Open 20 (Венеція, Італія)

### 2016
Лауреат премії «Вибір журналу Rixos». Премія включала розміщення картини Яни Руснак на обкладинці журналу Rixos, що виходить у 27 країнах.
Представила Україну на арт-ярмарку ArtMonaco (Монако).
Сольний проєкт Art Fusion в галереї SV (Бейрут, Ліван).
FEELINGS: персональна виставка в галереї Jose (Київ).

## Публікації

### 2017
Журнал «Open20», Італія;

### 2016
Журнал «Надін», Ліван;
Журнал «Мистецтво Монако», Монако;
Журнал Rixos (випущений в 27 країнах)